# بایچونگ بوتیا
بایچونگ بوتیا (انگلیسی: Bhaichung Bhutia؛ زادهٔ ۱۵ دسامبر ۱۹۷۶) بازیکن سابق و مربی فوتبال اهل هند است.
از باشگاه‌هایی که در آن بازی کرده‌است می‌توان به باشگاه ورزشی موهان باگان، باشگاه فوتبال بنگال شرقی و باشگاه فوتبال بری اشاره کرد.